# Сорокин, Николай Михайлович
Никола́й Миха́йлович Соро́кин (8 июля 1941, Большое Шемякино, Татарская АССР — 5 июля 2021, Казань) — советский и российский писатель, публицист, общественный деятель. 
3аслуженный работник культуры Татарской АССР (1988 год) и Российской Федерации (2002 год), автор 13 книг, в том числе романа-трилогии «Вечная Волга», романа «Вдовья подушка».
Являлся председателем Союза чувашских писателей Татарстана и членом Совета национально-культурной автономии Татарстана.

## Биография
Николай Сорокин родился 8 июля 1941 года в селе Большое Шемякино Тетюшского района Татарской АССР, в семье сельского кузнеца. В 1958—1959 годах трудился в колхозе «Большевик» Татарской АССР. В 1959—1961 годах учился в Тетюшском педучилище.
В 1961 году поступил учиться в Казанский педагогический институт. В 1962—1965 годах нёс воинскую службу на советско-афганской границе, в Тахта-Базарском погранотряде пограничных войсках СССР; уволен в запас в звании старшина.
После службы в 1965 году поступил на историко-филологический факультет Казанского государственного университета. В 1969 году получив диплом о высшем образовании стал работать в редакции газеты «Советская Татария» в качестве литературного сотрудника, затем заведующим отделом промышленности.
В 1977—2013 гг. — собственный корреспондент ТАСС по Республике Татарстан.
С 2013 г. — председатель Союза чувашских писателей Татарстана, член Совета Чувашской национально-культурной автономии Татарстана.

## Творчество
Во время срочной службы в пограничных войсках на афганской границе, в г. Тахта-Базар Туркменской ССР, в 1962—1965 годы Николай Сорокин сделал первые пробы в журналистике. Им опубликованы десятки репортажей, зарисовок о сослуживцах, туркменских чабанах в военных газетах «Дзержинец», «Фрунзевец», журнале «Пограничник», «Туркменкая искра» и других местных изданиях.
За семь лет работы в газете «Советская Татария» прошёл путь от корреспондента до заведующего отделом. Почти сорок лет (1977—2013 гг.) работал собкором ТАСС по Республике Татарстан.
Николай Сорокин написал 13 книг, из них наиболее известен роман-трилогия «Вечная Волга», посвящённый вековой (1908—2008 гг.) истории волжан.

### Критика
Роман «Вечная Волга» был высоко оценён читателями и критикой как «эпос о волжанах» (Александр Воржецов, доктор философии, профессор КНИТУ). Народный поэт Чувашии Валерий Тургай писал: «„Вечная Волга“ — история культуры чувашского народа, это чувашский „Архипелаг ГУЛАГ“». Профессор Фатих Сибагатуллин назвал роман «татарстанским „Тихий Доном“», а его автора — «нашим Шолоховым».

## Награды
- 1988 год — За заслуги в области советской печати Николаю Сорокину присвоено почётное звание «Заслуженный работник культуры Татарской АССР».
- 1994 год — Вручена литературная премия имени чувашского писателя Алексея Талвира.
- 2002 год — За заслуги в области культуры и печати ему присвоено звание «Заслуженный работник культуры Российской Федерации».
- 2005 год — Награждён медалью «В память 1000-летия Казани».
- 2017 год — За огромный вклад в развитие чувашской литературы и культуры присвоено звание «Заслуженный деятель чувашской этнокультуры».
- 2021 год — За роман-трилогию «Вечная Волга» награждён Всечувашской национальной премией имени И. Я. Яковлева[9].

## Произведения
- Нижнекамский репортаж. Казань. Таткнигоиздат. 1978 г.
- Рабочие династии. Казань. Таткнигоиздат. 1986 г.
- Над шишкинским бором рассвет. Казань. Таткнигоиздат. 1989 г.
- Колесо жизни. Казань. Таткнигоиздат. 1990 г.
- Рассказ «Почтарь». Альманах «Когда падет последний бастион». Казань. Информ-клуб ЭС. 2001 г. стр. 152.
- Купец с КАМАЗа. Чебоксары. «Калем». 2004 г.
- Купцы новой России. Чебоксары. «Новое время». 2007 г.
- Вечная Волга. Роман-трилогия. Чебоксары. Новое время. 2006—2008, 2009 гг.(1 тыс. экз.)
- Вечная Волга. Роман-трилогия. Казань. Идел-пресс. 2013 г. (500 экз.)
- Чувашские писатели Татарстана. Чебоксары. Новое время. 2015 г.
- Великая тайна Победы. Казань. Идел-пресс. 2015 г.
- Аттесем Атал (Волга Батюшка). Чувашская версия романа-трилогии «Вечная Волга». 2016 г.(Тираж 1 тыс. экз.)
- Свети, мой Млечный путь. Казань. Издательский дом МеДДок. 2018 г.
- Пьеса «Любить так любить по-волжски». Декабрь 2004 г.
- Сценарий. Почтарь. Вдовья подушка. Чебоксары. «Новое время». 2019 г.

## Экранизации
- Короткометражный фильм (45 минут). «Вера древнего народа».  Документальный фильм о чувашах-язычниках «Вера древнего народа» снят на ВГТРК «Татарстан».

## Общественная деятельность
В сотрудничестве с Е. А. Турханом выступил одним из составителей энциклопедии чувашских писателей Татарстана (2015).

## Цитаты
- «Ни один президент не стал им, пока об этом не сообщил корреспондент»[11].
- «В престижном заводском доме Елабуги заселилось одно начальство»[12].

## Публицистика
- «Новеллы о знаменитых личностях»[источник не указан 747 дней].